# 里特氏鰻鰍
里特氏鰻鰍為輻鰭魚綱合鰓目鰻鰍科的其中一種，分布亞洲緬甸的伊洛瓦底江流域，棲息在底中層水域，生活習性不明。

## 擴展閱讀
維基物種上的相關：里特氏鰻鰍